# White Butte
White Butte is het hoogste natuurlijke punt van de Amerikaanse staat North Dakota. Met een hoogte van 1069 m is de White Butte amper 13 m hoger dan het op een na punt van North Dakota: de Black Butte. Beide liggen in de een keten die de Chalky Buttes genoemd wordt, en vertonen sporen die wijzen op de aanwezigheid van gletsjers tijdens de laatste ijstijd. Dit verklaart ook waarom het omgevende gebied nagenoeg vlak is.
White Butte is gelegen in de Badlands van Slope County, in het zuidwesten van North Dakota. De dichtstbijzijnde stad is Amidon, circa 10 km ten noordwesten van White Butte.
De butte ligt in het Little Missouri National Grassland en 56 km ten zuiden van het Theodore Roosevelt National Park.
Ondanks het feit dat de berg gelegen is op een privédomein, is het mogelijk hem te bezoeken en te beklimmen. Hiervoor vragen de eigenaars een kleine bijdrage, die gebruikt wordt voor het onderhoud van het gebied.